# Magoulítsa
Magoulítsa är en ort i Grekland.   Den ligger i prefekturen Nomós Kardhítsas och regionen Thessalien, i den centrala delen av landet, 230 km nordväst om huvudstaden Aten. Magoulítsa ligger 114 meter över havet och antalet invånare är 792.
Terrängen runt Magoulítsa är platt åt nordost, men åt sydväst är den kuperad. Runt Magoulítsa är det ganska tätbefolkat, med 104 invånare per kvadratkilometer. Närmaste större samhälle är Trikala, 12,9 km norr om Magoulítsa. Trakten runt Magoulítsa består till största delen av jordbruksmark.